# Миливоје Новаковић
Миливоје Новаковић (Љубљана, 18. мај 1979) бивши је словеначки фудбалер.
Пре Келна наступао је за бугарски Литекс. Са Литексом је у сезони 2005-2006 стигао до шеснаестине финала Купа УЕФА, био трећи у бугарском првенству и најбољи стрелац првенства.
Прешао је у Келн августа 2006. за милион и по евра. У сезони 2007-2008 био је најбољи стрелац немачке друге лиге.
12. септембра 2008. тренер екипе Кристоф Даум га је именовао за капитена. Сезоне 2008-2009 био је први стрелац екипе са постигнутих 16 голова. Новембра 2009. изгубио је статус капитена после свађе са новим тренером Звонимиром Солдом.
За репрезентацију Словеније дебитовао је против Кипра 28. фебруара 2006. До сада је одиграо 70 мечeвa и постигао 31 гол.